# Де Лаланд, Мари-Жеанн
Мари-Жеанн де Лаланд (фр. Marie-Jeanne-Amélie Le Francais de Lalande, урожденная Habray, 1768—1832) — француженка-астроном.
Она была племянницей Жерома де Лаланда и женой астронома Мишеля-Жана-Жерома Ле Франсуа де Лаланда (Michel-Jean-Jerome Le Francois de Lalande) с 1788 года.
Она рассчитала «Tabres horaires», которые были опубликованы в Abgrége de navigation в 1793 году.
Кратер Венеры Де Лаланд был назван в её честь.